# الروحاء
الرّوحاء: هي محطة للقوافل ومنطقة كان الرسول ﷺ ينزل بها إذا أراد العمرة أو الحج أو عند رجوعه من بعض الغزوات. وقد ارتبطت تاريخيا بكثير من الأحداث، ووردت في كثير من الأحاديث النبوية وذكرت في كتب السير.

## الموقع الجغرافي
تقع الروحاء على بعد 80 كيلو من المدينة المنورة، وهي المحطة الثانية والتي تلي المحطة الأولى السيّآلة من محطات القوافل الخارجة من المدينة.

## منطقة الروحاء
الروحاء هو وادي يمتد لقرابة 25 كيلو، يبدأ من السيّآلة وينتهي بالمنطقة التي تعرف بشرف الروحاء.

### وادي الروحاء
وادي الروحاء أحد أودية المدينة المنورة، يقع بين مكة والمدينة، وهو من ديار قبيلة الرحلة من حرب فيه بئر معروفة قديماً باسم «بئر الروحاء»
و كان النبي ينزل بها إذا أراد العمرة أو الحج أو عند رجوعه من بعض الغزوات.

### شرف الروحاء
هي منطقة تقع في نهاية وادي الروحاء من جهة الغرب، تقبع على مرتفع هضبي الشكل (شرف) يشرف على وادي الروحاء، ويوجد به مسجد وبئر الروحاء.

### مسجد الروحاء
- مسجد شرف الروحاء- قال البخاري عقب ما تقدم من رواية نافع وأن عبد الله حدّثه أن النبي ﷺ «صلّى حيث المسجد الصغير الذي دون المسجد الذي بشرف الرّوحاء».[2]
- وقد كان عبد الله يعلم المكان الذي فيه صلّى النبي ﷺ يقول: ثم عن يمينك حين تقوم في المسجد تصلى، وذلك على حافة الطريق اليمنى وأنت ذاهب إلى مكة، بينه وبين المسجد الأكبر رمية بحجر أو نحو ذلك.[2]

و رواه يحيى بلفظ: أن رسول الله صلى الله عليه وسلم «صلّى إلى جانب المسجد الصغير الذي دون المسجد الذي بشرف الرّوحاء» وقد كان عبد الله يعلم المكان الذي صلّى فيه رسول الله صلى الله عليه وسلم بعواسج، يكون عن يمينك حين تقوم في المسجد، وباقية كلفظ البخاري.
- وروى ابن زبالة عن ابن عمر قال: صلّى رسول الله صلى الله عليه وسلم بشرف الروحاء على يمين الطريق وأنت ذاهب إلى مكة، وإلى يسارها وأنت مقبل من مكة.

قال السمهودي: وهذا المسجد هو المعنى بقول الأسدي: وعلى ميلين من السيّآلة مسجد رسول الله صلى الله عليه وسلم يقال له مسجد الشرف، قال: وبين السيالة والرّوحاء أحد عشر ميلا، وبينها وبين ملل سبعة أميال، وهي لولد الحسين بن علي بن أبي طالب ولقوم من قريش، وعلى ميل منها عين تعرف بسويقية لولد عبد الله بن حسن، كثيرة الماء عذبة، وهي ناحية عن الطريق، قال: والجبل الأحمر الذي يسرة الطريق حين يخرج من السيالة يقال له ورقان، يسكنه قوم من جهينة يقال: إنه متصل إلى مكة لا ينقطع، وذكر آبارا كثيرة بالسيالة.
وقوله «و على ميلين من السيالة» أراد من أولها، ولهذا قال المطري: شرف الروحاء هو آخر السيالة وأنت متوجه إلى مكة، وأول السيالة إذا قطعت شرف ملل، وكانت الصخيرات «صخيرات التمام» عن يمينك، وقد هبطت من ملل ثم رجعت عن يسارك واستقبلت القبلة، فهذه السيالة وكانت قد تجدد فيها بعد النبي ﷺ عيون وسكان، وكان لها وال من جهة والي المدينة ولأهلها أخبار وأشعار، وبها آثار البناء وأسواق، وآخرها الشرف المذكور، والمسجد عنده، وعنده قبور قديمة كانت مدفن أهل السيالة، ثم تهبط في وادي الروحاء مستقبل القبلة، ويعرف اليوم بوادي بني سالم، بطن من حرب عرب الحجاز؛ ثم ذكر ما سيأتي.
قلت: وتلك القبور التي عند المسجد مشهورة بقبور الشهداء، ولعله لكون بعضهم دفن فيها ممن قتل ظلما من الأشراف الذين كانوا بالسيالة وبسويقة، كما يؤخذ مما سنشير إليه في ترجمة سويقة.
مسجد موجود في منطقة الروحاء
- أن عبد الله بن عمر حدثه، أن النبي ﷺ، صلى حيث المسجد الصغير الذي دون المسجد الذي بشرف الروحاء، وقد كان عبد الله يعلم المكان الذي صلى فيه النبي ﷺ -، يقول ثم عن يمينك حين تقوم في المسجد تصلي، وذلك المسجد على حافة الطريق اليمنى، وأنت ذاهب إلى مكة، بينه وبين المسجد الأكبر رمية بحجر، أو نحو ذلك.[3]
- حدثنا إبراهيم بن المنذر قال: حدثنا أنس بن عياض قال: حدثنا موسى بن عقبة: عن نافع: أن عبد الله أخبره: أن رسول الله صلى الله عليه وسلم، كان ينزل بذي الحليفة حين يعتمر، وفي حجته حين حج، تحت سمرة، في موضع المسجد الذي بذي الحليفة، وكان إذا رجع من غزو، كان في تلك الطريق، أو حج أو عمرة، هبط من بطن واد، فإذا ظهر من بطن واد، أناخ بالبطحاء التي على شفير الوادي الشرقية، فعرس ثم حتى يصبح، ليس عند المسجد الذي بحجارة، ولا على الأكمة التي عليها المسجد، كان ثم خليج يصلي عبد الله عنده، في بطنه كثب، كان رسول الله صلى الله عليه وسلم ثم يصلي، فدحا السيل فيه بالبطحاء، حتى دفن ذلك المكان، الذي كان عبد الله يصلي فيه.
- وأن عبد الله حدثه: أن النبي ﷺ صلى حيث المسجد الصغير، الذي دون المسجد الذي بشرف الروحاء، وقد كان عبد الله يعلم المكان الذي كان صلى فيه النبي ﷺ، يقول: ثم عن يمينك، حين تقوم في المسجد تصلي، وذلك المسجد على حافة الطريق اليمنى، وأنت ذاهب إلى مكة، بينه وبين المسجد الأكبر رمية بحجر، أو نحو ذلك

### بئر الروحاء
و بجوار مسجد الروحاء مباشرة توجد البئر.

## تعريف مؤرخي الأماكن
الروحاء فج طويل، وواد ضيق في أوله، واسع في أوسطه، يبدأ من السيالة وينتهي عند المنصرف، ولهذا اختلفوا في تقدير طوله، والراجح أنه 25 كيلاً.

## ماذكره المؤرخون

### معجم البلدانلياقوت
- الروحاء: الروح والراحة من الاستراحة ويوم روح أي طيب وأظنه قبل للبقعة روحاء أي طيبة ذات راحة وقدر روحاء في صدرها انبساط وقصعة روحاء قريبة القعر ويعضد ما قلناه ما ذكره ابن الكلبي قال لما رجع تبع من قتال أهل المدينة يريد مكة نزل بالروحاء فأقام بها وأراح فسماها الروحاء وسئل كثير لم سميت الروحاء روحاء فقال لانفتاحها ورواحها، وهي من عمل الفرع على نحو من أربعين يوما وفي كتاب مسلم بن الحجاج على ستة وثلانين يوما وفي كتاب ابن أبي شيبة على ثلاثين ميلا" اهـ

وفي الروحاء رد النبي ﷺ الحارث بن حاطب العمري إلى بني عمرو بن عوف لأمر بلغه عنهم، وفيها لقي أبو هند الرسول ﷺوهو عائد من بدر بوعاء مملوء بالسمن والأقط، وكان أبو هند حجاماً للرسول ﷺ.

## الروحاء في الأحاديث النبوية
- قال أَبو يعلى: حدثنا محمد بن يزيد بن رفاعة، أَبو هشامٍ الرفاعي، حدثنا إِسحاق بن سليمان، حدثنا معاوية بن يحيى الصدفي، عن الزهري، أنا خارجة بن زيد قال: أَن أُسامة بن زيد بن حارثة  حدّثه قال: خرجنا مع رسول الله ﷺ في حجته التي حجها. فلما هبطنا بطن الروحاء عارضت رسول الله ﷺ امرأة لها صبي، فسلمت عليه ﷺ فوقف لها فقالت: يا رسول الله هذا ابني فلان، والذي بعثك بالحق ما زال في حنق واحد منذ ولدته إلى الساعة، أَو كلمة تشبِهها. فأكسع إِليها رسول الله ﷺ: فبسط يده، فجعله بينه وبين الرحل. ثمّ تفل ﷺ في فيه. ثمّ قال: اخرج عدو الله فإِني رسول الله، ثم ناولها ﷺ إِياه فقال: خذيه فلن تري معه شيئا يرِيبك بعد اليوم إِن شاء الله تعالى. قال أُسامة : وقضينا حجتنا، ثمّ انصرفنا، فلما نزلنا بالروحاء. فإِذا تلك المرأة أُم الصبي، فجاءت ومعها شَاة مصلية. فقالت: يا رسول الله أَنا أُم الصبي الذي أَتيتك به، قالت: والذي بعثك بِالحق ما رأَيت منه شيئا يريبني إِلى هذه الساعة، قال أُسامة : فقال لي رسول الله ﷺ: يا أُسيم، قال الزهري: وهكذا كان يدعو به تحشمة ناولني ذراعها، قال: فامتلخت الذراع فناولته إياها ﷺ فأَكلها ﷺ. ثمّ قال: يا أُسيم ناولني الذّراع، فامتلخت الذراع فناولته إياها فأَكلها صلى الله عليه وسلم ثم قال يا أُسيم: ناولني الذّراع فقلت: يا رسول اللَّهِ إِنّك قد قلت ناولني فناولتكها فأَكلتها، ثم قُلت ناولني، فناولتكها فأَكلتها، ثم قلت: ناوِلني الذراع وإِنّما للشاة ذراعان ؟. فقال صلى الله عليه وسلم: أَما إِنك لو أهويت إِليها ما زلت تَجد فيها ذراعا ما قلْت لك." [4]
- "وفي الصحيحين من حديث أنس  قال قدم رسول الله صلى الله عليه وسلم خيبر فلما فتح الله عليه الحصن ذكر له جمال صفية بنت حيي وقد قتل زوجها وكانت عروسا فاصطفاها رسول الله صلى الله عليه وسلم لنفسه فخرج بها حتى بلغا سد الروحاء فبنى بها ثم صنع حيسا في نطع صغير ثم قال رسول الله صلى الله عليه وسلم: "آذن من حولك«فكانت تلك وليمة رسول الله صلى الله عليه وسلم على صفية ثم خرجنا إلى المدينة فرأيت رسول الله صلى الله عليه وسلم يحوى لها وراءه بعباءة ثم يجلس عند بعيره فيضع ركبته فتضع صفية رجلها على ركبته حتى تركب» [5]
- "عَنْ عَائِشَةَ ، قَالَتْ: أَفْرَدَ رَسُولُ اللهِ صَلَّى اللَّهُ عَلَيْهِ وَسَلَّمَ الْحَجّ، فَكَانَ هَذَا الْأَمْرُ الّذِي أَخَذَ بِهِ أَهْلُ الْمَدِينَةِ وَثَبَتَ عِنْدَهُمْ. قَالَتْ عَائِشَةُ: وَأَصْبَحَ رَسُولُ اللهِ صَلَّى اللَّهُ عَلَيْهِ وَسَلَّمَ يَوْمَ الْأَحَدِ بِمَلَلٍ، ثُمّ رَاحَ فَتَعَشّى بِشَرَفِ السّيّالَةِ، وَصَلّى بِالشّرَفِ الْمَغْرِبَ وَالْعِشَاءَ، وَصَلّى الصّبْحَ بِعِرْقِ الظّبْيَةِ بَيْنَ الرّوْحَاءِ وَالسّيّالَةِ- وَهُوَ دُونَ الرّوْحَاءِ، فِي الْمَسْجِدِ الّذِي عَنْ يَمِينِ الطّرِيقِ. ثُمّ نَزَلَ رَسُولُ اللهِ صَلَّى اللَّهُ عَلَيْهِ وَسَلَّمَ الرّوْحَاءَ، فَإِذَا بِحِمَارٍ عَقِيرٍ، فَذُكِرَ لِلنّبِيّ صَلَّى اللَّهُ عَلَيْهِ وَسَلَّمَ فَقِيلَ: يَا رَسُولَ اللهِ، هَذَا حِمَارٌ عَقِيرٌ. قَالَ: دَعُوهُ حَتّى يَأْتِيَ صَاحِبُهُ. فَجَاءَ النّهْدِيّ وَهُوَ صَاحِبُهُ فَأَهْدَاهُ لِرَسُولِ اللهِ صَلَّى اللَّهُ عَلَيْهِ وَسَلَّمَ، فَأَمَرَ به رسول الله صلى الله عليه وسلم أبا بكر فَقَسَمَهُ بَيْنَ أَصْحَابِهِ، وَقَالَ: صَيْدُ الْبَرّ لَكُمْ حَلَالٌ، إلّا مَا صِدْتُمْ أَوْ صِيدَ لَكُمْ." [6]
- "حَدَّثَنَا سُلَيْمَانُ بْنُ أَحْمَدَ إِمْلَاءً، ثنا مُحَمَّدُ بْنُ عَبْدِ اللَّهِ الْحَضْرَمِيُّ قَالَ: ثنا أَبُو هِشَامٍ الرِّفَاعِيُّ، ثنا إِسْحَاقُ بْنُ سُلَيْمَانَ الرَّازِيُّ، ثنا مُعَأوِيَةُ بْنُ يَحْيَى الصَّدَفِيُّ، عَنِ الزُّهْرِيِّ قَالَ: ثنا خَارِجَةُ بْنُ زَيْدٍ أَنَّ أُسَامَةَ بْنَ زَيْدِ بْنِ حَارِثَةَ قَالَ: خَرَجْنَا مَعَ رَسُولِ اللَّهِ صَلَّى اللهُ عَلَيْهِ وَسَلَّمَ فِي حَجَّتِهِ الَّتِي حَجَّهَا، فَلَمَّا هَبَطَ بَطْنَ الرَّوْحَاءِ قَالَ لِي رَسُولُ اللَّهِ صَلَّى اللهُ عَلَيْهِ وَسَلَّمَ: " يَا أُسَيْمُ، قَالَ الزُّهْرِيُّ: فَكَذَلِكَ كَانَ يُسَمِّيهِ رَسُولُ اللَّهِ صَلَّى اللهُ عَلَيْهِ وَسَلَّمَ يُرَخِّمُهُ، هَلْ تَرَى خَمَرًا لِمَخْرَجِ رَسُولِ اللَّهِ صَلَّى اللهُ عَلَيْهِ وَسَلَّمَ "؟ فَخَرَجْتُ حَتَّى مَشَيْتُ حَتَّى حَسَرْتُ فَلَمْ أَقْطَعِ النَّاسَ وَلَمْ أَرَ شَيْئًا يُوَارِي أَحَدًا فَرَجَعْتُ إِلَيْهِ، فَقُلْتُ: يَا رَسُولَ اللَّهِ وَالَّذِي بَعَثَكَ بِالْحَقِّ لَقَدْ مَشَيْتُ حَتَّى حَسَرْتُ فَمَا رَأَيْتُ شَيْئًا يُوَارِي أَحَدًا وَلَقَدْ مَلَأَ النَّاسُ مَا بَيْنَ السَّدَّيْنِ، قَالَ: «هَلْ رَأَيْتَ شَجَرًا أَوْ أَحْجَارًا؟» قَالَ قُلْتُ: قَدْ رَأَيْتُ نَخْلَاتٍ صِغَارًا وَإِلَى جَانِبِهِنَّ رَضْمًا مِنْ حِجَارَةٍ، قَالَ: " فَأْتِ النَّخَلَاتِ فَقُلْ: إِنَّ رَسُولَ اللَّهِ صَلَّى اللهُ عَلَيْهِ وَسَلَّمَ يَأْمُرُكُنَّ أَنْ تَلْتَصِقْنَ بَعْضُكُنَّ بِبَعْضٍ حَتَّى تَكُنَّ سُتْرَةً لِمَخْرَجِ رَسُولِ اللَّهِ صَلَّى اللهُ عَلَيْهِ وَسَلَّمَ وَقُلْ ذَلِكَ لِلْحِجَارَةِ "، فَأَتَيْتُ النَّخْلَاتِ فَقُلْتُ لَهُنَّ: إِنَّ رَسُولَ اللَّهِ صَلَّى اللهُ عَلَيْهِ وَسَلَّمَ يَأْمُرُكُنَّ أَنْ تَلْتَصِقَ بَعْضُكُنَّ بِبَعْضٍ حَتَّى تَكُنَّ سُتْرَةً لِرَسُولِ اللَّهِ صَلَّى اللهُ عَلَيْهِ وَسَلَّمَ، فَوَالَّذِي بَعَثَهُ بِالْحَقِّ لَقَدْ رَأَيْتُهُنَّ يَتَقَافَزْنَ بِعُرُوقِهِنَّ وَتُرَابِهِنَّ حَتَّى لُصِقَ بَعْضُهُنَّ بِبَعْضٍ فَكَأَنَّهُنَّ نَخْلَةٌ وَاحِدَةٌ، وَقُلْتُ ذَلِكَ لِلْحِجَارَةِ فَوَالَّذِي بَعَثَهُ بِالْحَقِّ لَقَدْ رَأَيْتُهُنَّ يَتَقَافَزْنَ حَجَرًا حَجَرًا حَتَّى صِرْنَ كَأَنَّهَا جِدَارٌ، فَأَتَيْتُهُ عَلَيْهِ السَّلَامُ فَأَخْبَرْتُهُ، فَقَالَ: " يَا أُسَيْمُ خُذْ هَذِهِ الْإِدَأوَةَ فَأَخَذْتُهَا ثُمَّ انْطَلَقْنَا، فَلَمَّا قَرُبْنَا مِنْ ذَلِكَ الْمَكَانِ أَخَذَ الْإِدَأوَةَ ثُمَّ مَضَى فَقَضَى حَاجَتَهُ، ثُمَّ أَتَانِي يَحْمِلُ الْإِدَأوَةَ فَمَضَيْنَا حَتَّى دَخَلَ الْخِبَاءَ فَقَالَ لِي: " يَا أُسَيْمُ ائْتِ النَّخْلَاتِ فَقُلْ لَهُنَّ: يَأْمُرُكُنَّ رَسُولُ اللَّهِ صَلَّى اللهُ عَلَيْهِ وَسَلَّمَ أَنْ تَرْجِعَ كُلُّ نَخْلَةٍ مِنْكُنَّ إِلَى مَكَانِهَا، وَقُلْ ذَلِكَ لِلْحِجَارَةِ "، فَأَتَيْتُ النَّخْلَاتِ فَقُلْتُ لَهُنَّ مَا أَمَرَنِي، فَوَالَّذِي بَعَثَهُ بِالْحَقِّ لَقَدْ رَأَيْتُهُنَّ يَتَقَافَزْنَ بِعُرُوقِهِنَّ وَتُرَابِهِنَّ حَتَّى رَجَعَتْ كُلُّ نَخْلَةٍ إِلَى مَكَانِهَا، وَقُلْتُ لِلْحِجَارَةِ فَوَالَّذِي بَعَثَهُ بِالْحَقِّ لَقَدْ رَأَيْتُهُنَّ يَتَقَافَزْنَ حَجَرًا حَجَرًا حَتَّى رَجَعَ كُلُّ حَجَرٍ إِلَى مَكَانِهِ، فَأَتَيْتُهُ فَأَخْبَرْتُهُ صَلَّى اللهُ عَلَيْهِ وَسَلَّمَ" [7]
- عن جابر  قال: سمعت النبي ﷺ يقول: (إن الشيطان إذا سمع النداء بالصلاة ذهب حتى يكون مكان الروحاء). قال الراوي: والروحاء من المدينة: على ستة وثلاثين ميلا. رواه مسلم.[8]
- عن جابر قال: سمعت النبي ﷺ يقول: (إن الشيطان) المراد به جنس الشيطان أو رئيسهم وهو الأظهر (إذا سمع النداء بالصلاة ذهب) لكراهته الأذان والإقامة، أو الإجماع في الطاعة (حتى يكون مكان الروحاء) أي: يبعد الشيطان من المصلى بعد ما بين المكانين، والتقدير: يكون الشيطان مثل الروحاء في البعد، قاله الطيبي. (قال الراوي) المراد به أبو سفيان طلحة بن نافع المكي الراوي، عن جابر كما هو مصرح به في رواية مسلم نقله ميرك. (والروحاء من المدينة) أي: إلى مكة (على ستة وثلاثين ميلا) يعني اثني عشر فرسخا. (رواه مسلم).[8]

## فضل الروحاء
- مَا ظَهَرَ عَلَى أُمِّ أَيْمَنَ مَوْلَاةِ رَسُولِ اللهِ صَلَّى اللهُ عليه وسلم وَحَاضِنَتِهِ مِنَ الْكَرَامَاتِ فِي هِجْرَتِهَا.

هَاجَرَتْ أُمُّ أَيْمَنَ مِنَ مَكَّةَ إِلَى الْمَدِينَةِ وَلَيْسَ مَعَهَا زَادٌ، فَلَمَّا كَانَتْ عِنْدَ الرَّوْحَاءِ وَذَلِكَ عِنْدَ غَيْبُوبَةِ الشَّمْسِ عَطِشَتْ عَطَشًا شَدِيدًا، قَالَتْ: فَتَسَمَّعْتُ حَفِيفًا شَدِيدًا فَوْقَ رَأْسِي [قَالَتْ] فَرَفَعْتُ رَأْسِي فَإِذَا دَلْوٌ مُدَلًّى مِنَ السَّمَاءِ بِرِشَاءٍ أَبْيَضَ فَتَنَأوَلْتُهُ بِيَدَيَّ حَتَّى اسْتَمْسَكْتُ بِهِ، قَالَتْ، فَشَرِبْتُ مِنْهُ حَتَّى رَوِيتُ، قَالَتْ: فَلَقَدْ أَصُومُ بَعْدَ تِلْكَ الشَّرْبَةِ فِي الْيَوْمِ الْحَارِّ الشَّدِيدِ، ثُمَّ أَطُوفُ فِي الشَّمْسِ كَيْ أَظْمَأَ فَمَا ظَمِئْتُ بَعْدَ تِلْكَ الشَّرْبَةِ " 
- قَالَ ابْنُ إسْحَاقَ: وَخَرَجَ رَسُولُ اللهِ صَلَّى اللَّهُ عَلَيْهِ وَسَلَّمَ فِي لَيَالٍ مَضَتْ مِنْ شَهْرِ رَمَضَانَ فِي أَصْحَابِهِ - قَالَ ابْنُ هِشَامٍ: خَرَجَ يَوْمَ الِاثْنَيْنِ لِثَمَانِ لَيَالٍ خَلَوْنَ مِنْ شَهْرِ رَمَضَانَ - وَاسْتَعْمَلَ عَمْرَو ابْنَ أُمّ مَكْتُومٍ - وَيُقَالُ اسْمُهُ عَبْدُ اللهِ ابْنُ أُمّ مَكْتُومٍ أَخَا بَنِي عَامِرِ بْنِ لُؤَيّ، عَلَى الصّلَاةِ بِالنّاسِ ثُمّ رَدّ أَبَا لُبَابَةَ مِنْ الرّوْحَاءِ، وَاسْتَعْمَلَهُ على الْمَدِينَة." [10]

وقد ورد فيها أحاديث تدل على ذلك منها مايلي:
أخرج أحمد وابن جرير عن أبي هريرة قال: قال رسول الله صلى الله عليه وسلم: «ينزل عيسى ابن مريم عليه السلام، فيقتل الخنزير، ويكسر الصليب، ويجمع له الصلاة، ويعطي المال حتى لا يقبل، ويضع الخراج، وينزل الروحاء فيحج منها أو يعتمر أو يجمعهما. قال: وتلا أبو هريرة {وإن من أهل الكتاب إلا ليؤمنن به قبل موته ويوم القيامة يكون عليهم شهيدا} قال أبو هريرة: يؤمن به قبل موت عيسى».
والذي نفسي بيده ليهلن ابن مريم بفج الروحاء حاجا أو معتمرا وليلبينهما. (حم م) عن ابي هريرة.
- قوله صلى الله عليه وسلم: «والذي نفسي بيده ليهلن ابن مريم بفج الروحاء حاجاً أو معتمراً أو ليثنينهما» قوله صلى الله عليه وسلم: «ليثنينهما» هو بفتح الياء في أوله معناه يقرن بينهما، وهذا يكون بعد نزول عيسى عليه السلام من السماء في آخر الزمان، وأما فج الروحاء فبفتح الفاء وتشديد الجيم قال الحافظ أبو بكر الحارثي: هو بين مكة والمدينة، قال: وكان طريق رسول الله صلى الله عليه وسلم إلى بدر ومكة عام الفتح وعام حجة الوداع
- ورد عن ابن عباس انه قال (لقد سلك فج الروحاء سبعون نبيا حجاجا عليهم ثياب الصوف ولقد صلى في مسجد الخيف سبعون نبي) [12]
- ورد عن ابن عباس (ان موسى حج البيت على جمل احمر عليه عباءه قطوانيه وهو يلبي وتجاوبه جبال الروحاء).[13]
- عن يعقوب بن زيد (كان أصحاب رسول الله صلى الله عليه وسلم لايبلغون الروحاء حتى تبح اصواتهم من التلبية).[14]
- حدثنا محمد بن أبي بكر المقدمي قال: حدثنا فضيل بن سليمان قال: حدثنا موسى بن عقبة قال: رأيت سالم بن عبد الله يتحرى أماكن من الطريق فيصلي فيها، ويحدث أن أباه كان يصلي فيها، وأنه رأى النبي ﷺ يصلي في تلك الأمكنة.
- وحدثني نافع، عن ابن عمر: أنه كان يصلي في تلك الأمكنة. وسألت سالما، فلا أعلمه إلا وافق نافعا في الأمكنة كلها، إلا أنهما اختلفا في مسجد بشرف الروحاء.

(يتحرى) يجتهد ويقصد ويختار. (بشرف الروحاء) موضع مرتفع من مكان الروحاء، والروحاء اسم موضع على بعد من المدينة، سميت بذلك لكثرة أرواحها].
- حَدَّثَنَا مُحَمَّدُ بْنُ أَبِي بَكْرٍ الْمُقَدَّمِيُّ قَالَ حَدَّثَنَا فُضَيْلُ بْنُ سُلَيْمَانَ قَالَ حَدَّثَنَا مُوسَى بْنُ عُقْبَةَ قَالَ رَأَيْتُ سَالِمَ بْنَ عَبْدِ اللَّهِ يَتَحَرَّى أَمَاكِنَ مِنْ الطَّرِيقِ فَيُصَلِّي فِيهَا وَيُحَدِّثُ أَنَّ أَبَاهُ كَانَ يُصَلِّي فِيهَا وَأَنَّهُ رَأَى النَّبِيَّ صَلَّى اللَّهُ عَلَيْهِ وَسَلَّمَ يُصَلِّي فِي تِلْكَ الْأَمْكِنَةِ وَحَدَّثَنِي نَافِعٌ عَنْ ابْنِ عُمَرَ أَنَّهُ كَانَ يُصَلِّي فِي تِلْكَ الْأَمْكِنَةِ وَسَأَلْتُ سَالِمًا فَلَا أَعْلَمُهُ إِلَّا وَافَقَ نَافِعًا فِي الْأَمْكِنَةِ كُلِّهَا إِلَّا أَنَّهُمَا اخْتَلَفَا فِي مَسْجِدٍ بِشَرَفِ الرَّوْحَاءِ
- وذكر في كتاب معجم مااستعجم عن أكثر من صحابي انه قال وقد صلى ببطن الروحاء عند عرق الظبية وورد انه واد من اودية الجنة
- ومن بركة هذا المكان الطاهر أن سيدّنا رسول الله صلى الله عليه وآله وسلم بني على زوجته سيدّتنا أم المؤمنين صفية رضي الله عنها وأرضاها وأولم في هذا المكان كما روى الإمام البخاري في هذا الحديث الشريف:

(الروحاء اللتي يشار فيها للحديث الوارد عن رسول الله صلى الله عليه وسلم انه بنى بصفيه رضي الله عنها وهو عائد للمدينة لا يمكن أن يكون الروحاء اللتي يوجد فيها بئر الروحاء لان المصطفى صلى الله عليه وسلم كان قادما من خيبر للمدينة وبئر ومسجد الروحاء بعد المدينة فلا يستقيم ذلك ويمكن القصد من الروحاء هو المكان الفسيح بين الجبال.. امل تدقيق المعلومة)
"(2206) ــ ـ حدّثنا عبدُ الغفّارِ بنُ داودَ حدّثَنا يعقوبُ بنُ عبدِ الرحمنِ عن عمرو بن أبي عمرٍو عن أنسِ بن مالكٍ رضيَ اللّهُ عنهُ قال: «قَدِمَ النبي ﷺ خَيبَرَ، فلما فَتَح اللّهُ عليهِ الحِصنَ ذُكِرَ لهُ جَمالُ صفية بنتِ حُييّ بن أخطب ـ وقد قُتِلَ زَوجُها وكانت عَروساً ـ فاصطَفاها رسولُ اللّهِ صلى الله عليه وسلم لِنفسهِ فخرَجَ بها، حتّى بلَغْنا سَدّ الرّوْحاءِ حَلّتْ فبنَى بها، ثمّ صَنَعَ حَيْساً في نِطعٍ صغيرٍ، ثمّ قال رسولُ اللّهِ صلى الله عليه وسلم: اذِنْ مَنْ حَولَكَ، فكانتْ تلكَ وليمةَ رسولِ اللّهِ صلى الله عليه وسلم على صَفيةَ. ثمّ خَرَجْنا إلى المدينةِ، قال: فرأيتُ رسولَ اللّهِ صلى الله عليه وسلم يُحَوّي لها وراءهُ بعَباءَةٍ ثمّ يَجلِسُ عندَ بَعيرِهِ فيَضعُ رُكْبتَيهُ، فتَضَعُ صَفيةُ رجلَها على رُكْبتهِ حتّى تَركبَ» (صحيح البخاري)
- وأيضاً حصل في هذا المكان الطاهر كرامة لسيدّتنا بركة (أم أيمن) مولاة سيدّنا الرسول صلى الله عليه وآله وسلم ورضي الله عنها وأرضاها فقد نزل لها دلو من السماء شربت منه فلم تظمأ بعدها أبداً...كما يرويها لنا الإمام ابن كثير:

«وقال الـمفضل بن غسّان: حدّثنا وهب بن جرير، ثنا أَبـي قال: سمعت عثمان بن القاسم قال: لـما هاجرت أم أيـمن أمست بـالـمنصرف دون الروحاء وهي صائمة. فأصابها عطش شديد حتـى جهدها، قال فدلـى علـيها دلو من السماء برشاء أبـيض فـيه ماء، قالت: فشربت فما أصابنـي عطش بعد، وقد تعرّضت العطش بـالصوم فـي الهواجر فما عطشت بعد.» اهـ. (البداية والنهاية لإبن كثير ج6 ص214)

## الروحاء في الشعر
- قال عروة بن حزام